# Sajica-Buntbarsch
Der Sajica-Buntbarsch (Amatitlania sajica, Syn.: Cichlasoma sajica, Cryptoheros sajica, Archocentrus sajica), unter Aquarianern auch Costa-Rica-Buntbarsch genannt, ist ein eher friedlicher Vertreter der Buntbarschfamilie aus Zentralamerika.

## Vorkommen
Der Sajica-Buntbarsch ist ein zentralamerikanischer Süßwasserfisch, der aus dem südlichen Costa Rica zwischen dem Punto Mala und dem Rio-Esquinas-Becken stammt.
Er stammt aus Flussbiotopen mit Steinen, Verstecken und Sandboden oder feinem Kies, in dem er wühlt.
Insgesamt gilt der Sajica-Buntbarsch als relativ robust und anpassungsfähig in Bezug auf die Wasserwerte. Die Wassertemperatur liegt in ihrem Verbreitungsgebiet zwischen 22 °C und 27 °C. Der pH-Wert liegt bei 6,5–7,5.

## Erscheinung
Das Sajica-Buntbarsch-Männchen kann eine Größe von etwa 18 Zentimetern erreichen, die selten überschritten wird. Das Weibchen hingegen bleibt bei ungefähr 12 Zentimetern.
Sein Körper ist schlank und seitlich zusammengedrückt. Der Kopf ist stumpf und besitzt sehr stark ausgeprägte Lippen. Der Körper weist eine graublaue bis graue Färbung auf, daneben besitzt er dunklere Streifen und Binden. Bei Erregung ist der Sajica in der Lage, sehr schnell seine Färbung bis fast ins Schwarze zu verändern.
Am unteren Kiemendeckelrand sowie an den Körperseiten und den Flossenrändern befinden sich häufig strahlend bläuliche Flecken.
Ein Geschlechtsunterschied ist äußerlich deutlich erkennbar. Die Männchen besitzen im adulten Alter eine hohe Stirn und die Flossen sind rötlich gefärbt. Die Weibchen hingegen besitzen eine nur flache Stirn und die Flossen sind gelblich.

## Verhalten
Insgesamt sind Sajica-Buntbarsche eher ruhig. Untereinander und auch anderen Fischen gegenüber können sie während der Paarungszeit eine hohe Aggressivität entwickeln. Während der Paarungs- und Brutzeit können sie den Aquarianer beim Hantieren im Aquarium angehen, was für ihre hohe Brutpflege spricht.
Mit dem Zebrabuntbarsch (Archocentrus nigrofasciatus, Syn.: Cichlasoma nigrofasciatum, Cryptoheros nigrofasciatum) kommt es durchaus zu Kreuzungen, da beide sehr eng miteinander verwandt sind. Es muss also in privaten Aquarien von der Vergesellschaftung beider Arten abgesehen werden.

## Paarungs- und Aufzuchtverhalten
Dem eigentlichen Ablaichen geht ein sehr langes Balzverhalten voraus, das sich bei jungen und unerfahrenen Fischen auch über Monate hinziehen kann. Das Männchen gräbt hierbei Gruben und untergräbt auch Aufbauten, was dem Imponieren dient. Das Weibchen nutzt manches Mal diese Stellen zum Ablaichen und die Brutstelle wird von beiden Partnern geputzt. Auf dieser Fläche werden dann in vielen Fällen alle Pflanzen ausgerissen und Steinchen entfernt. Das Revier wird von da an stark verteidigt.
Der Sajica-Buntbarsch ist ein Offenbrüter. Zum Ablaichen wählt er gerne Höhlen. Die Sajica-Buntbarsch-Paare betreiben gemeinsam eine intensive Brutpflege vor und nach dem Schlupf.
Die ersten Gelege umfassen etwa 300 Eier und diese zeigen eine gelbliche Färbung. Bereits nach drei Tagen erfolgt der Schlupf. Die Larven werden immer wieder in verschiedene Gruben umgebettet. Nach fünf Tagen können die Jungfische frei schwimmen und Nahrung aufnehmen.

## Ernährung
In freier Wildbahn ernährt sich dieser Fisch von anderen Fischen, Regenwürmern, Krebstieren, Insekten, kleinen Fröschen und Weichtieren.
Aber in der Aquaristik ist er auch mit Trockenfutter und Lebendfutter zufriedenzustellen. Eine abwechslungsreiche Ernährung ist unbedingt erforderlich.

## Aquarienhaltung
Der Sajica-Buntbarsch erfreut sich in der privaten Aquaristik großer Beliebtheit und ist häufig in Gesellschaftsaquarien mit gleich großen Fischen zu sehen. Auch der Zuchterfolg ist hoch, und inzwischen sind verschiedene Zuchtformen erhältlich.

## Hinweise
1. ↑  Zierfischverzeichnis Sajicabuntbarsch
2. ↑  Wally Kahl, Burkard Kahl, Dieter Vogt: Kosmos-Atlas Aquarienfische. Franckh-Kosmos, Stuttgart 2003, ISBN 3-440-09476-6, Seite 198
3. ↑  Hans J. Mayland: Süßwasser-Aquarium. Falken, Niedernhausen 1985, ISBN 3-8068-4191-8, Seite 254